# أنطونيو لوت
أنطونيو لوت (باللاتينية: Antonius Lotti) (و. 1667 – 1740 م) هو ملحن، وفنان من جمهورية البندقية، ولد في البندقية، توفي في البندقية، عن عمر يناهز 73 عاماً.

## مناصب
تولى منصب قائد اوركسترا موسيقية ‏.

## روابط خارجية
- أنطونيو لوت على موقع ميوزك برينز (الإنجليزية)
- أنطونيو لوت على موقع أول ميوزيك (الإنجليزية)
- أنطونيو لوت على موقع ديسكوغز (الإنجليزية)